# Tratado de Basilea (22 de julio de 1795)

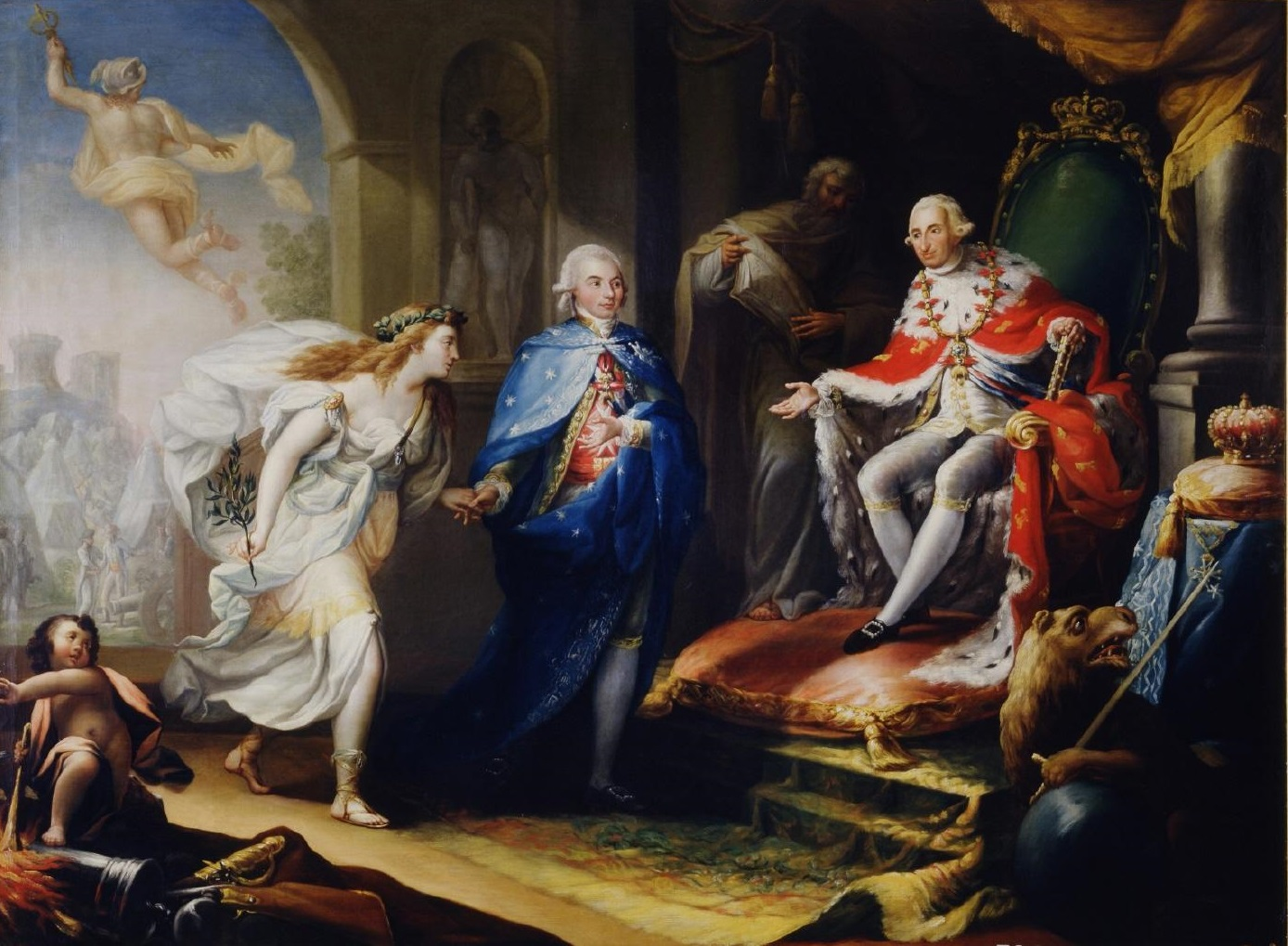
Godoy presentando la paz a Carlos IV por José Aparicio, 1796, Real Academia de Bellas Artes de San Fernando.

El Tratado de Basilea entre la República Francesa y la Monarquía de Carlos IV de España, firmado el 22 de julio de 1795 en la localidad suiza de Basilea, puso fin a la guerra de la Convención entre los dos países que se había iniciado en marzo de 1793 y que había resultado un desastre para la monarquía española, pues las provincias vascongadas y parte de Gerona (Figueras, el Castillo de San Fernando y Rosas) acabaron ocupadas por las tropas francesas. Este tratado se firmó después de la paz entre Francia y Prusia acordada en abril de ese mismo año.

## Historia

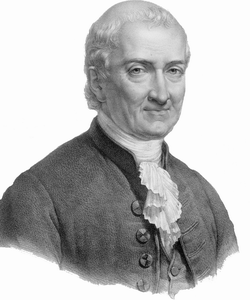
François Barthélemy.

El desastre militar y la lastimosa situación en la que quedó la Hacienda real —los gastos de la guerra habían provocado un grave déficit—, junto con la aparición de sentimientos «catalanista» y «vasquista» en las "«provincias»" donde se estaba combatiendo, obligaron a Manuel Godoy a iniciar negociaciones de paz. Del lado francés también había cansancio por la guerra, y la caída de Robespierre en julio de 1794 y la llegada al poder de los republicanos moderados o thermidorianos abrió una nueva etapa en la República. Tras unos primeros contactos infructuosos, las negociaciones tuvieron lugar en Basilea, donde residía François Barthélemy, representante de la República francesa ante la Confederación Helvética, a donde acudió Domingo de Iriarte, embajador de la Monarquía de Carlos IV en la corte de Varsovia, quien conocía a Barthélemy desde su estancia en la embajada de París en 1791, amistad que facilitó mucho llegar a un acuerdo —que también se vio favorecido por la muerte en prisión del Delfín Luis XVII el 8 de junio de 1795, ya que Carlos IV exigía su liberación como condición para lograr la paz—. Así los dos plenipotenciarios firmaron finalmente el 22 de julio de 1795 el Tratado de Basilea que puso fin a la guerra de la Convención.
En virtud del mismo, España logró la devolución de todo el territorio ocupado por los franceses al sur de los Pirineos pero tuvo que ceder a Francia, a cambio, su parte de La Española en el mar Caribe, aunque conservó la Luisiana, también reclamada por los franceses. Esta parte del tratado no se pudo llevar a cabo, debido a la Revolución haitiana, manteniendo España esta posesión (actual República Dominicana), hasta la invasión desde Haití por Toussaint Louverture en enero de 1801.
En una cláusula secreta se resolvió otro tema controvertido: la liberación de la hermana del Delfín fallecido e hija de Luis XVI (María Teresa de Francia), que sería entregada al emperador de Austria. En otro artículo secreto se estipulaba:

Por cinco años consecutivos desde la ratificación del presente tratado la república francesa podrá hacer extraer de España yeguas y caballos padres de Andalucía, y ovejas y carneros de ganado merino, en número de cincuenta caballos padres, ciento cincuenta yeguas, mil ovejas y cien carneros por año

Por otro lado, el Tratado abría la puerta a mejorar las relaciones entre la Monarquía de España y la República Francesa porque en su artículo 1 no solo se hablaba de paz, sino de «amistad y buena inteligencia entre el Rey de España y la República francesa», e incluso en otro artículo se hablaba de la firma de un «nuevo tratado de comercio», aunque este nunca vio la luz. Según el historiador Enrique Giménez, «la modestia de las reivindicaciones francesas» se debió a que «la República pretendía la reconciliación con España y reeditar la alianza que había unido a las dos potencias vecinas durante el siglo XVIII frente al común enemigo británico».
Como recompensa por el éxito de tratado, Manuel Godoy, primer Secretario de Estado y del Despacho, recibió de los reyes el título de «Príncipe de la Paz», algo que iba en contra de la tradición de la Monarquía Hispánica que sólo reconocía el título de príncipe al heredero al trono —en este caso al varón primogénito de los reyes, Fernando, Príncipe de Asturias—.